# مانوئل سیناتو
مانوئل سیناتو (انگلیسی: Manuel Sinato؛ زادهٔ ۳۰ مهٔ ۱۹۷۹) بازیکن فوتبال اهل ایتالیا است.
از باشگاه‌هایی که در آن بازی کرده‌است می‌توان به باشگاه فوتبال یوونتوس، باشگاه فوتبال کومو، و باشگاه فوتبال کروتونه اشاره کرد.